# Franz Němec
Franz Němec, též Franz Nemetz (15. července 1899 – 22. listopadu 1960), byl československý politik německé národnosti a meziválečný poslanec Národního shromáždění za Sudetoněmeckou stranu.

## Biografie
Profesí byl horník. Podle údajů z roku 1935 bydlel v Chomutově.
V parlamentních volbách v roce 1935 se stal poslancem Národního shromáždění. V komunálních volbách v roce 1938 vedl v Chomutově kandidátní listinu SdP, která získala 32 z 42 zastupitelských mandátů. Poslanecké křeslo ztratil na podzim 1938 v souvislosti se změnami hranic Československa.